# Chakrasana

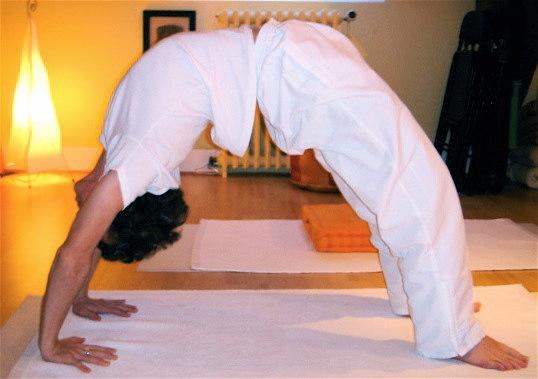
Het Wiel
Chakrasana

Chakrasana (Sanskriet voor wielhouding), is een veelvoorkomende houding of asana. De houding wordt ook wel Urdva Dhanurasana of Opwaartse Boog genoemd.
| Sanskriet     | vertaling                      |
| chakra, cakra | wiel, boeddhistisch levenswiel |
| asana         | houding (letterlijk: 'zit')    |
| urdhva        | omhoog                         |
| dhanu         | boog                           |

## Beschrijving
De boog is een houding die liggend op de rug begint. Spreid de benen zodat ze op schouderbreedte van elkaar liggen. Buig de armen zodat de vingers de schouders aan de bovenkant raken. Hierbij moeten de handpalmen naar de schouders toe staan. Trek de knieën op, zodat de voeten het achterwerk raken. Maak een inademing en duw het lichaam omhoog, waarbij er alleen gebruikgemaakt wordt van de kracht in de armen en de benen. Het gehele lichaam komt in de vorm van een wiel te staan met de buik omhoog. Houdt deze houding enkele in- en uitademingen vast.
De Chakrasana heeft gelijkenis met de Tafel met vier Poten, waarbij de rug recht gehouden wordt. Een belangrijk verschil tussen beide is dat er bij de Chakrasana meer bloed naar het hoofd stroomt en er bij de Tafel met vier Poten een groter beroep op de buikspieren wordt gedaan.